# Garcinia gnetoides
Garcinia gnetoides är en tvåhjärtbladig växtart som beskrevs av John Hutchinson och Dalz.. Garcinia gnetoides ingår i släktet Garcinia och familjen Clusiaceae. Inga underarter finns listade i Catalogue of Life.